# Stefan Brupbacher
Stefan Brupbacher (Zurigo, 18 novembre 1967) è un politico svizzero, già segretario generale del Partito Liberale Radicale svizzero e dal 2019 direttore di Swissmem, l'associazione dell'industria tecnologica svizzera.

## Biografia
Stefan Brupbacher ha studiato diritto presso l'Università di Zurigo (lic. iur., 1992) per poi conseguire il dottorato. Ha ottenuto il suo dottorato summa cum laude nel 2002. Per la sua dissertazione ha ricevuto nel 2003 il premio Professor Walther Hug per il promovimento della ricerca in giurisprudenza. Ha ottenuto il Master in Relazioni Internazionali con specializzazione in Economia Internazionale (M.A., 1996) presso la Johns Hopkins University (SAIS) di Bologna e Washington. Ha anche conseguito un Executive Master in diritto commerciale internazionale ed europeo (M.B.L., 2002) presso l'Università di San Gallo.
Prima di ottenere il suo dottorato, Stefan Brupbacher ha acquisito una ricca esperienza professionale, tra l'altro a Zurigo (1991-1994) in qualità di assistente di ricerca di Manfred Rehbinder, suo relatore della tesi di dottorato. Dal 1996 al 2002 è stato vicecapo della divisione "Affari internazionali del lavoro" presso la Segreteria di Stato dell'economia (SECO) a Berna e al contempo rappresentante della Svizzera presso l'Organizzazione Internazionale del Lavoro (OIL) dell'ONU a Ginevra.
Dal 2002 al 2004, Stefan Brupbacher ha lavorato per i Servizi parlamentari dell'Assemblea federale svizzera a Berna in qualità di capo della segreteria delle Commissioni dell'economia e dei tributi (CET) del Consiglio nazionale e del Consiglio degli Stati. Dal 2004 al 2005 è stato consulente di Daniel Vasella, presidente della Federazione internazionale dei produttori e delle associazioni farmaceutiche (IFPMA). Dal 2005 al 2008, Stefan Brupbacher è stato Issue Manager per la Politica della sanità, della formazione e della ricerca presso economiesuisse a Zurigo. 
Brupbacher ha presieduto la Commissione della sanità del Partito Liberale Radicale del Canton Zurigo e ha partecipato allo sviluppo di nuove strategie per il Partito Liberale Radicale svizzero.
Nel 2007, Stefan Brupbacher è stato nominato segretario generale del Partito Liberale Radicale svizzero. Dopo la fondazione del Partito Liberale Radicale nel 2009, è stato per cinque anni il primo segretario generale del nuovo partito. A metà del 2014, il Consigliere federale Johann Schneider-Ammann lo ha nominato segretario generale del Dipartimento federale dell'economia, della formazione e della ricerca (DEFR).
Stefan Brupbacher è stato nominato direttore di Swissmem con effetto dal 1º gennaio 2019. L'associazione comprende 1 250 aziende attive nel campo dell'industria tecnologica per un totale di 320 000 dipendenti in Svizzera e oltre 500 000 all'estero. 
Stefan Brupbacher è coniugato e vive a Zurigo.

## Controversie
Dopo la sua nomina a direttore di Swissmem, Stefan Brupbacher è stato accusato di violazione del segreto d'ufficio per aver trasmesso per e-mail a Swissmem informazioni della Commissione degli affari esteri del Parlamento. Nel mese di dicembre 2020 il Ministero pubblico della Confederazione ha archiviato il procedimento e Stefan Brupbacher è stato così scagionato dall'accusa.